# Gasteruption subtile
Gasteruption subtile is een vliesvleugelig insect uit de familie van de Gasteruptiidae. De wetenschappelijke naam van de soort is voor het eerst geldig gepubliceerd in 1883 door Thomson.